# Kagami biraki
Il Kagami biraki (鏡開き? lett. "apertura dello specchio" o "rottura del mochi") è una cerimonia giapponese che si celebra l'11 gennaio; in Giappone infatti, i numeri dispari sono considerati fortunati. Durante una cerimonia o durante una festa si rompe un kagami mochi oppure si apre una confezione di sakè.

## Storia
La tradizione del Kagami biraki sembra risalire al periodo Edo fa quando il quarto shōgun Tokugawa Ietsuna (1641-1680) prima di andare in guerra convocò un suo daimyō per condividere con lui un barile di sakè. Poiché, in seguito, si ottenne una rapida vittoria in battaglia, l'aprire un barile di sake in vista di un importante evento (sia esso militare, sportivo, sociale) divenne un simbolo beneaugurante. Da allora la tradizione si continua a perpetuare.

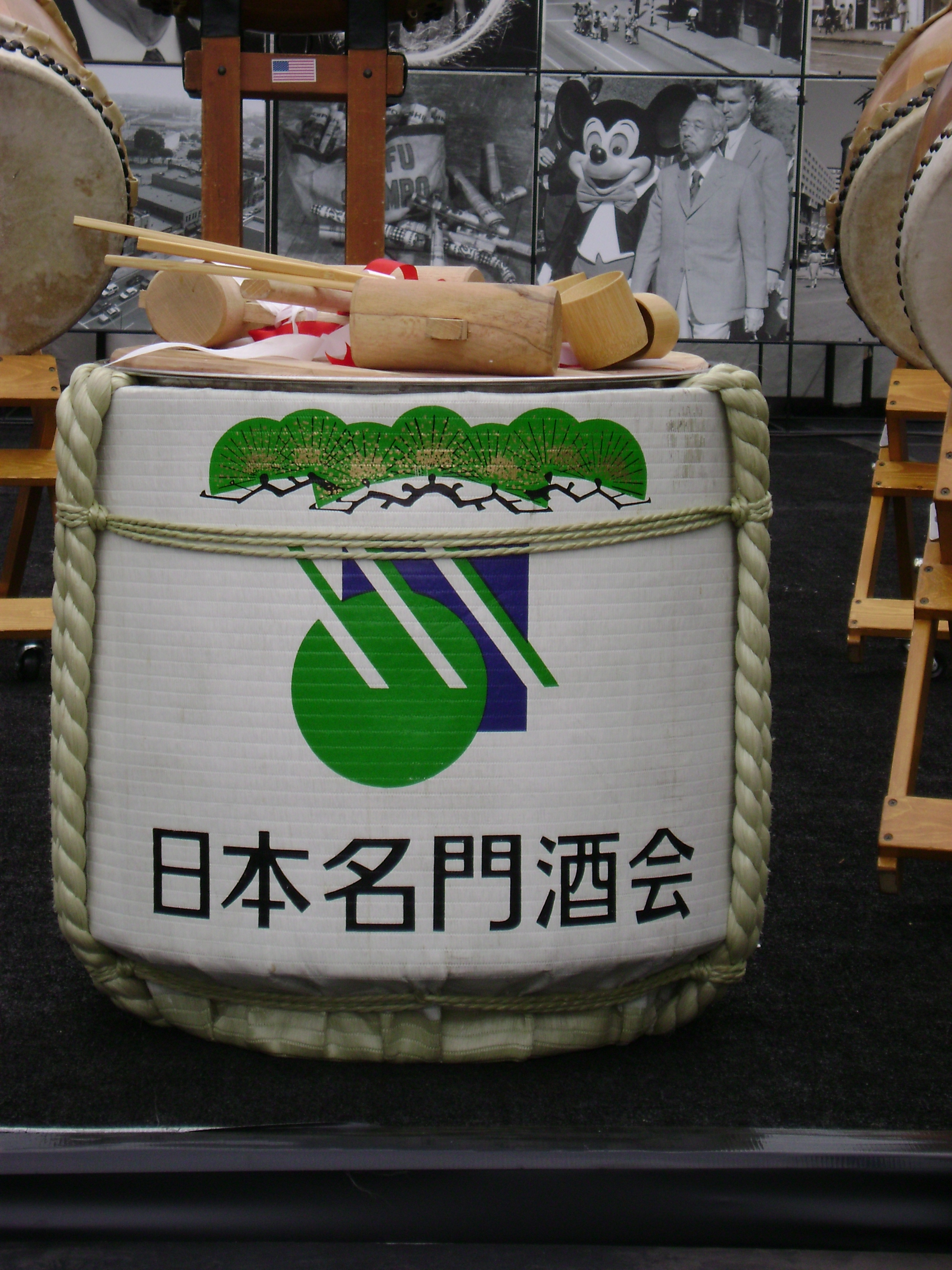
Barile di sake prima del Kagami biraki

## Cerimonia
La cerimonia, oggigiorno, ha luogo in occasioni quali matrimoni, eventi sportivi, inaugurazioni o qualunque evento che valga la pena essere celebrato.
In Giappone, i mochi sono confezionati tradizionalmente nelle case, ma la maggioranza delle famiglie preferisce comprarne di già realizzati. Durante le feste, una coppia di ridotti (kagami mochi) – uno più grande dell'altro – viene poggiata su un mobiletto e poi collocata su un altare Shintō o buddista o su un tokonoma, come offerta agli dei in visita, durante il Capodanno. Il mochi ornamentale è rimosso l'11 gennaio e viene spezzato in più frammenti prima di essere mangiato.
A quel punto, il kagami mochi è già alquanto fragile e sulla superficie possono essere presenti crepe. 
Il mochi non viene tagliato col coltello, perché tagliare è un gesto negativo (è associato al taglio dei legami tra le persone) ed è solitamente frantumato con un colpo di mano o con un martelletto.
Molti dojo celebrano il rito del Kagami biraki per ricordare la loro prima sessione dall'allenamento dopo il Capodanno.